# Johnson Righeira
Stefano Righi, mer känd under artistnamnet Johnson Righeira, född 9 september 1960 i Turin, är en italiensk sångare, låtskrivare, musiker, skivproducent och skådespelare. Han är mest känd som huvudsångaren och en av medlemmarna av italo disco-duon Righeira. Efter att duon upplöstes för andra gången 2016 grundade Righi sitt eget skivbolag, Kottolengo Recordings, år 2020.
1980 debuterade Righi som soloartist med singeln "Bianca Surf". 1983 bildade han musikduon Righeira tillsammans med Michael Righeira.

## Uppväxt
Stefano Righi föddes den 9 september 1960 i stadsdelen Borgo Vittoria i Turin. Han är son till Freddie och Maria Teresa Righi. Righi har en yngre syster vid namn Laura.
1968, vid åtta års ålder, flyttade Righi och hans familj till stadsdelen Barriera di Milano.
Righi gick på Albert Einstein-gymnasiet i Turin.
Han var influerad av italiensk folkmusik, och Gipo Farassino var en av hans barndomsidoler; "Vamos a la playa" och "L'estate sta finendo" skrevs med inspiration från Farassinos verk.

## Karriär
Righi påbörjade sin musikkarriär som tjugoåring när han år 1980 släppte sin debutsingel "Bianca Surf". Året därpå spelades låten in på nytt och släpptes då via skivbolaget CGD.
2020 grundade Righi sitt eget skivbolag vid namn Kottolengo Recordings. Skivbolaget är baserat i Canavese i nordvästra Italien.
Den 23 juli 2021 utgav Righi en electro-krautrock-version av sin singel "Vamos a la playa", remixad av musikern och skivproducenten Gaudi. Utgivningen markerade 40-årsjubileet sedan singeln släpptes för första gången.

## Privatliv
Den 19 november 1993 arresterades Righi i Padua tillsammans med 37 andra för narkotikahandel. 
Han hamnade i fängelse tillsammans med sin dåvarande flickvän Silvia Lunardi. Han satt kvar i fängelse i fem månader tills domstolen frikände honom helt från narkotikaanklagelserna. 1995 rapporterade den italienska tidningen La Repubblica att Righi och Lunardi dömdes till ett år och fyra månaders fängelse samt böter på 2 miljoner lira. Righi beskrev senare situationen i en intervju, "Världen kollapsade över mig, jag kände att jag befann mig i en återvändsgränd ... mina cellkamrater hjälpte mig mycket."
Inom politiken är Stefano Righi vänsterorienterad. En av hans närmsta vänner, Marco Rizzo, är ledare för det italienska kommunistpartiet. Under kommunvalet i Turin 2016 var Righi med och kampanjade för partiet.
Righi är ett stort fotbollsfan och har offentligt visat sitt stöd för Juventus FC samt Royale Union Saint-Gilloise.

## Diskografi
Studioalbum
- 2006 – Ex punk, ora venduto
- 2013 – Italiani

Singlar
- 1980 – "Bianca Surf"
- 1987 – "Yes I Know My Way"
- 1997 – "Ripigliati"
- 1998 – "Papalla"